# Arlo Guthrie (álbum)
Arlo Guthrie es el cuarto álbum de estudio del cantautor estadounidense del mismo nombre. Fue publicado en mayo de 1974 a través del sello discográfico Reprise Records.

## Recepción de la crítica
Un escritor no especificado de la revista Cash Box declaró: “El sonido distintivo de Arlo está de regreso y él también con un nuevo y brillante álbum que brilla con toda la clase que se ha asociado con su nombre”. Un escritor no especificado de Billboard escribió: “Aquí se encuentra la mejor variedad de material que Guthrie ha ofrecido en un set, desde material folk escrito por Woody Guthrie hasta una mirada sarcástica a la moda nostálgica actual, un ataque humorístico pero mordaz a la administración y melodías country”.

## Lista de canciones
Todas las canciones escritas y compuestas por Arlo Guthrie, excepto donde esta anotado. 
| Lado uno |                       |                              |          |  |
| N.º      | Título                | Escritor(es)                 | Duración |  |
| 1.       | «Won't Be Long»       |                              | 2:38     |  |
| 2.       | «Presidential Rag»    |                              | 4:26     |  |
| 3.       | «Deportee»            | Woody Guthrie Martin Hoffman | 3:48     |  |
| 4.       | «Children of Abraham» |                              | 2:24     |  |
| 5.       | «Nostalgia Rag»       |                              | 2:50     |  |

| Lado dos |                               |                                  |          |  |
| N.º      | Título                        | Escritor(es)                     | Duración |  |
| 1.       | «When the Cactus Is in Bloom» | Jimmie Rodgers                   | 2:20     |  |
| 2.       | «Me and My Goose»             |                                  | 1:58     |  |
| 3.       | «Bling Blang»                 |                                  | 2:46     |  |
| 4.       | «Go Down Moses»               | tradicional, arr. por A. Guthrie | 2:36     |  |
| 5.       | «Hard Times»                  |                                  | 2:40     |  |
| 6.       | «Last to Leave»               |                                  | 2:42     |  |

## Créditos y personal
Créditos adaptados desde las notas de álbum de Arlo Guthrie.
- John Pilla – productor, fotografía
- Lenny Waronker – productor
- Nick DeCaro – orquestación
- George Bohanon – arreglos en «Me and My Goose»
- The Southern California Community Choir – coros en «Go Down Moses»
- Lee Herschberg – ingeniero de audio
- Donn Landee – ingeniero de audio
- Judy Maizel – productora asistente
- Bob Cato – diseño de portada

## Posicionamiento
| Gráfica (1974)                             | Pico de posición |
| ------------------------------------------ | ---------------- |
| Estados Unidos (Billboard Top LP's & Tape) | 165              |
| Estados Unidos (Cash Box Top 100 Albums)   | 136              |
| Estados Unidos (Record World Album Chart)  | 133              |